# Brikama Island
Die Brikama Island ist eine Binneninsel im Gambia-Fluss im westafrikanischen Staat Gambia.

## Geographie
Die Insel Brikama Island liegt zwischen den jeweils ungefähr sieben Kilometer entfernten Kai Hai Islands und den Baboon Islands, ist knapp 1400 Meter lang und an der breitesten Stelle ungefähr 270 Meter breit. Die Insel liegt nahe dem linken Ufer des Gambia, so dass nur ein ungefähr 15 Meter breiter Kanal bleibt. Das Fahrwasser des Flusses ist ungefähr 350 Meter breit und drei Meter tief.
Die Insel, in der Nähe auf dem linken Ufer des Ortes Brikama Ba gelegen, ist nicht bewohnt. Auf dem rechten Ufer liegt Barajally, der Geburtsort Dawda Jawaras, des ersten Präsidenten Gambias. Vom Fluss aus ist dort ein markantes Minarett einer Moschee zu sehen.